# Châu Phong, Quế Võ
Châu Phong là một xã thuộc thị xã Quế Võ, tỉnh Bắc Ninh, Việt Nam.

## Địa lý
Xã Châu Phong nằm ở phía đông thị xã Quế Võ, có vị trí địa lý:
- Phía đông giáp tỉnh Bắc Giang và xã Đức Long
- Phía tây giáp xã Ngọc Xá
- Phía nam giáp huyện Gia Bình với ranh giới là sông Đuống
- Phía bắc giáp xã Phù Lãng.

Xã Châu Phong có diện tích 8,51 km², dân số năm 1999 là 5.975 người, mật độ dân số đạt 702 người/km².

## Hành chính
Xã Châu Phong gồm 4 thôn là Thất Gian, Châu Cầu, Văn Phong, Phúc Lộc. 